# Sinfest
Sinfest est un webcomic écrit et dessiné par le Nippo-Américain Tatsuya Ishida (en). Créée en 2000, la série est une des rares à avoir dépassé les 15 ans d'existence. 
Son propos, tout d'abord centré sur la parodie de la pop culture et la vie quotidienne des personnages principaux, s'est peu à peu emparé du sujet de la religion (toujours dans le mode parodique), puis celui du sexisme, touchant cette fois plus à la satire contemporaine. Par la suite, et actuellement, le propos central a tourné à l'opposé et défends le conservatisme ainsi que des thèses conspirationnistes et violemment antisémites.

## Publication
La première planche fut publiée le 17 janvier 2000. La publication de nouvelles planches est quasi-quotidienne sur le site web Sinfest. 
Le 9 juillet 2006, le site a subi une refonte, et est devenu autopublié et non plus membre du portail Keenspot. Le strip est également publié dans le magazine norvégien Nemi, du nom de sa publication principale.
Les pages comprennent 3 à 4 cases en noir et blanc, ainsi que de plus grandes planches en couleur et généralement sans dialogue, à une périodicité plus longue.
Un recueil a été publié aux éditions Dark Horse Comics ; les suivants sont auto-édités.

## Histoire
L'histoire se base pour ses débuts sur la vie de tous les jours de trois personnages humains (Slick, Monique, et Criminy), leurs interactions avec d'autres humains ou animaux antropomorphes (comme Squigley le cochon), voire avec des entités inhumaines (Dieu, le diable, Jésus...). Le moteur de la série est au départ la satire de la religion et des idéologies, puis un changement important est induit peu à peu, mettant au centre de l'histoire une critique forte de la société patriarcale, reléguant les protagonistes masculins au second plan, à l'avantage des protagonistes féminins et des antagonistes masculins. Ce changement a surtout été évident à partir de 2011,.
Cette évolution  a été l'objet de débats importants au sein de la communauté de fans de la série, certains y voyant une propagande féministe décérébrée. D'autres au contraire l'analysent comme un ancrage plus prégnant dans le monde réel, comparant l'engagement de Tatsuya Ishida dans cette voie à celui de Garry Trudeau, dont la série Doonesbury avait été la première à commenter l'actualité politique. La série est considérée comme l'une des rares à montrer non seulement le sexisme de la société humaine (principalement américaine), mais également à le faire de façon honnête et intelligente. 
À partir de 2018, la série appuie de plus en plus lourdement le thème de la "désintoxication", en particulier celle à la pornographie. Plus généralement, elle prend un tournant anti-pornographie et anti-prostitution, les marquant du sceau de l'amoralité. Les femmes y participant sont présentées uniquement en tant que victimes, travaillant dans ces domaines car manipulées et trompées au départ ou ayant subi un lavage de cerveau. Ce tournant fait écho à une branche du féminisme, ce qui provoque des critiques parmi les fans féministes, les autres mouvances féministes n'étant pas en accord avec ces positions. En 2019, les premiers indices du changement brutal vers une position transphobe et "gender critical" de Tatsuya Ishida sont présents, instillés avec une méfiance envers les médicaments et, plus tard "Big Pharma". À partir de là le webcomic aura de moins en moins de moments comiques, et les thèmes sur le féminisme feront parfois l'objet d'une volte-face totale, renvoyant à une vision du monde binaire et essentialisante, teintée de théories du complot sur les médicaments et le gouvernement. Les pages faisant écho à l'assaut du Capitole, par exemple, prennent parti en nous demandant de la sympathie pour des américains un peu perdus mais pleins de bonne volonté pour sauver le pays des élites corrompues. Par la suite, un antisémitisme de plus en plus présent est remarqué, pour s'installer comme un des thèmes centraux. Les juifs y sont dépeints comme maléfiques et contrôlant le monde, dans presque chaque strip quotidien. 